# Leonardo Almeida
Leonardo Alexandre Almeida Lopes hay Leo Lopes (sinh ngày 5 tháng 11 năm 2004) là một cầu thủ bóng đá người Bồ Đào Nha hiện đang chơi ở vị trí tiền đạo cánh trái cho câu lạc bộ Wolverhampton Wanderers.
Ngày 30 tháng 7 năm 2023, Lopes gia nhập Wolverhampton Wanderers và kí vào bản hợp đồng đến mùa hè năm 2026 với câu lạc bộ này.